# Poklon Treh kraljev (David, London)
Poklon Treh kraljev staronizozemskega slikarja Gerarda Davida (ok. 1460 - 1523) je slika v olju na tabli, verjetno naslikana med letoma 1515-1523, zdaj v Narodna galerija, London (NG 1079). Pobarvana površina meri približno 60 krat 59,2 centimetra, tabla pa je v obeh dimenzijah približno 2 centimetra večja. Tabla prihaja iz razstavljenega oltarnega nastavka, iz katere se zdi, da je ohranjena še druga tabla, Objokovanje, ki je prav tako v Narodni galeriji (NG 1078).
'Poklon Treh kraljev' je tema, ki v umetnosti pogosto predstavlja Jezusovo rojstvo, še posebej v tem obdobju, ko je bila pogosto izkoriščena priložnost, da se na slikah biblijskih kraljev in njihovega spremstva prikažejo bogati kostumi, na primer nekoliko zgodnejši Poklon Jana Gossaerta, prav tako v Narodni galeriji, za katerega se včasih domneva, da je tudi prispeval David. Čeprav gre za veliko večjo in bolj natrpano sliko, si je David tu morda izposodil vidike kompozicije.
Davidova obravnava je tukaj razmeroma preprosta in zadržana, saj pet glavnih oseb zaseda večino slikovnega prostora in ni angelov, ki so vidni v večini drugih Davidovih ali njegove delavnice upodobitev Rojstva. Kot zelo pogosto, je Čaščenje pastirjev tudi tukaj povezano s tistim Treh kraljev. Za kraljem na desni dva pastirja klečita, za njima pa tri glave kraljevih spremljevalcev nosijo eksotične turbane. Druga figura v turbanu stoji v senci nekaj stopnic navzgor po stopnišču v stolpu na levi, odrezana na robu slike, to je »očitno sveti Jožef«.
Tradicionalni vol in osel nista v glavnem prizoru, vendar ju je mogoče videti skozi uničen zid nad skrajno kraljevo glavo, oziroma ležati in se pasti na travniku. V središču je pogled na del predmestja Betlehema, desno pa na impozantne stene in obzorje samega mesta.

## Originalni oltarni nastavek
V celotni znani zgodovini slike je bila skupaj z NG 1078 Objokovanje, vendar to ne sega dlje od zgodnjega 19. stoletja v Londonu. Ali sta prvotno bili del istega poliptiha, ni povsem gotovo, vendar se zdi najverjetneje. Objokovanje je v obeh dimenzijah za približno 3 cm večje, njegov podris pa je »neskladen v slogu in nekatere dele je mogoče uskladiti s podrisom Poklona«, drugih pa ne. Na obeh tablah sta sliki približno enaki, obzorja na isti ravni in nobena druga tabla teh dimenzij ni pripisana Davidu ali njegovi delavnici. Obe tabli sta zadaj skobljani in sta bili morda prvotno poslikani na obeh straneh kot dela kril oltarnega nastavka o Kristusovem ali Marijinem življenju, s približno štirikratno velikostjo osrednje table.

## Poreklo
Tako ta kot spremljevalec Poklon sta bila morda v prodaji slik Fredericka Benjamina Kinga (propadla rafinerija sladkorja) v Christie'su v Londonu junija 1830, kjer je bil Lot 82 Poklon opisan kot »J. de Maubeuge«, se pravi Jan Gossaert, ki se je rodil v Maubeugeu. Objokovanje je bilo zgolj opisano kot 'flamsko'. Dobili so 4 in 4,12 funtov, vendar so zabeleženi različni kupci. Na obeh slikah je na hrbtni strani prilepljena roza papirnata nalepka z napisom »King 157«.
Če sta bili na tej točki ločeni, sta se do leta 1831, ko se začne njuna določena zgodovina, ponovno združili v zbirki Karla Adersa, nemškega trgovca s prebivališčem v Londonu. Obe sta bili avgusta 1835 spet na dražbi in ju je odkupil dr. Willis, kasneje pa preusmeril kirurgu Josephu Henryju Greenu, ki je živel v Monken Hadleyju, malo severno od Londona. Obe sliki sta bili razstavljeni na veliki in pomembni razstavi Umetniški zakladi, ki je bila v Manchestru 1857. Green je umrl leta 1863, njegova vdova (Anne Eliza, umrla 1879) pa je vse nizozemske in flamske slike v zbirki zapustila Narodni galeriji, ki jih je dobila leta 1880. Niso jih posojili za zunanje razstave (do 1998). 

## Pripis
Zdi se, da je sliko verjetno v glavnem delal sam David, z običajno pomočjo svoje delavnice - v tem času je morda vodil dve hkrati, v Antwerpnu in Bruggeu. Vsekakor je v njegovem slogu in »zdi se, da nihče od Davidovih neposrednih sledilcev ni bil dovolj spreten, da bi ustvaril sestavo tako prijetne preprostosti« in »tehnika se v večini pojmov ujema z Davidovo«.
Tako kot mnoge staronizozemske slike so jo v preteklosti pripisovali številnim drugim slikarjem, ko se je razvijalo razumevanje tega obdobja. Sliko, ki je bila na dražbi leta 1830, so pripisali  Janu Gossaertu, v prodaji Aders in Green kolekcije pa  Hansu Memlingu. Gustav Friedrich Waagen jo je v zgodnjih 1850-ih pripisal »šoli van Eycka«, Johann David Passavant pa v 1830-ih »Rogierju van der Weydnu mlajšem«. Narodna galerija jo je previdno najprej katalogizirala zgolj kot »flamsko šolo«, ki se je leta 1920 spremenila v Davida. To je prvi predlagal Georges Hulin de Loo leta 1902, čeprav ni mislil, da je slika izpod rok samega mojstra. V 20. stoletju je bilo glavno vprašanje, o katerem se je razpravljalo med raziskovalci, delež dela med mojstrom in delavnico.